# Campionati italiani di duathlon del 2019
I Campionati italiani di duathlon del 2019 sono stati organizzati dalla Federazione Italiana Triathlon e si sono tenuti a Quinzano d'Oglio il 31 marzo 2019.
Tra gli uomini ha vinto Michele Sarzilla (Raschiani Tri Pavese), mentre la gara femminile è andata a Marta Bernardi (Tri Evolution).

## Risultati

### Élite uomini
| Pos. | Atleta                      | Società sportiva        | Corsa    | Bici     | Corsa    | Totale   |
| ---- | --------------------------- | ----------------------- | -------- | -------- | -------- | -------- |
|      | Michele Sarzilla            | Raschiani Tri Pavese    | 00:32:42 | 00:57:30 | 00:17:05 | 01:48:07 |
|      | Bruno Pasqualini            | Torino Triathlon        | 00:34:03 | 00:56:36 | 00:16:59 | 01:48:48 |
|      | Daniele Angelini            | CUS Ferrara             | 00:33:52 | 00:57:26 | 00:17:24 | 01:49:33 |
| 4    | Massimo Cigana              | Eroi del Piave          | 00:34:45 | 00:55:32 | 00:18:25 | 01:49:42 |
| 5    | Umberto Baracchi            | Torino Triathlon        | 00:34:26 | 00:57:11 | 00:17:49 | 01:50:28 |
| 6    | Michele Insalata            | Otrè Triathlon Team     | 00:34:53 | 00:59:09 | 00:17:08 | 01:52:05 |
| 7    | Marco Corti                 | Zerotrenta Triathlon    | 00:36:55 | 00:56:49 | 00:17:21 | 01:52:13 |
| 8    | Emanuele Faraco             | Terra dello Sport       | 00:35:41 | 00:58:34 | 00:17:15 | 01:52:22 |
| 9    | Filippo Tirapani            | Unione Sportiva Zola    | 00:34:59 | 00:58:17 | 00:18:07 | 01:52:31 |
| 10   | Huber Rossi                 | Freezone                | 00:34:00 | 00:59:54 | 00:17:50 | 01:52:46 |
| 11   | Luca Bonazzi                | Freezone                | 00:37:06 | 00:58:09 | 00:16:51 | 01:53:12 |
| 12   | Riccardo Ridolfi            | T.D. Rimini             | 00:35:58 | 00:58:11 | 00:18:03 | 01:53:18 |
| 13   | Massimo Giacopuzzi          | Dolomitica Nuoto CTT    | 00:35:38 | 00:58:42 | 00:17:34 | 01:53:20 |
| 14   | Federico Gregorio Incardona | No Limits Friends       | 00:35:17 | 00:58:42 | 00:18:35 | 01:53:34 |
| 15   | Matteo Baldacci             | Triathlon Team Riccione | 00:37:15 | 00:57:27 | 00:17:46 | 01:53:36 |
| 16   | Emanuele Grenti             | CUS Parma               | 00:34:23 | 01:00:27 | 00:17:41 | 01:53:38 |
| 17   | Fabio Pruiti                | Magma Team              | 00:35:27 | 00:59:35 | 00:17:36 | 01:53:40 |
| 18   | Emanuele Ciotti             | The Hurricane           | 00:36:40 | 00:57:29 | 00:18:07 | 01:53:50 |
| 19   | Luca Bertaccini             | The Hurricane           | 00:36:47 | 00:58:12 | 00:18:11 | 01:54:05 |
| 20   | Luca Ronchi                 | 226 Triathlon V.        | 00:35:48 | 00:58:47 | 00:18:31 | 01:54:19 |

### Élite donne
| Pos. | Atleta               | Società sportiva       | Corsa    | Bici     | Corsa    | Totale   |
| ---- | -------------------- | ---------------------- | -------- | -------- | -------- | -------- |
|      | Marta Bernardi       | Tri Evolution          | 00:37:51 | 01:03:46 | 00:18:37 | 02:01:18 |
|      | Michela Santini      | Woman Triathlon Italia | 00:39:32 | 01:02:31 | 00:20:21 | 02:03:42 |
|      | Silvia Guenzani      | Valdigne Triathlon     | 00:41:18 | 01:07:04 | 00:19:50 | 02:09:34 |
| 4    | Marta Menditto       | Sai Frecce Bianche     | 00:41:07 | 01:07:15 | 00:21:20 | 02:10:51 |
| 5    | Marinella Sciuccati  | Valdigne Triathlon     | 00:41:58 | 01:06:54 | 00:21:21 | 02:11:48 |
| 6    | Giulia Bedorin       | Thermae Sport PDNTRI   | 00:42:26 | 01:08:43 | 00:20:38 | 02:12:58 |
| 7    | Federica Cernigliaro | Magma Team             | 00:39:27 | 01:13:04 | 00:19:22 | 02:13:11 |
| 8    | Chiara Costamagna    | Torino Triathlon       | 00:42:57 | 01:08:36 | 00:21:02 | 02:13:58 |
| 9    | Ilaria Zavanone      | Woman Triathlon Italia | 00:42:23 | 01:08:46 | 00:21:47 | 02:14:29 |
| 10   | Roberta Maule        | Verona Triathlon Km    | 00:41:20 | 01:12:37 | 00:20:29 | 02:15:54 |
| 11   | Alessandra Reati     | Tri Evolution          | 00:42:27 | 01:12:29 | 00:19:41 | 02:15:58 |
| 12   | Alice Capone         | Raschiani Tri Pavese   | 00:40:44 | 01:13:40 | 00:20:37 | 02:16:09 |
| 13   | Arianna Valenti      | Raschiani Tri Pavese   | 00:41:03 | 01:14:20 | 00:19:49 | 02:16:28 |
| 14   | Barbara Davolio      | Woman Triathlon Italia | 00:46:12 | 01:05:24 | 00:23:26 | 02:16:34 |
| 15   | Patrizia Dorsi       | Piacenza Tri Vittorino | 00:44:17 | 01:09:01 | 00:22:10 | 02:16:39 |
| 16   | Beth Warne           | Team Rbike Medial In   | 00:42:25 | 01:12:31 | 00:20:50 | 02:17:11 |
| 17   | Evgeniya Kovaleva    | CUS Parma              | 00:43:57 | 01:09:18 | 00:22:45 | 02:17:15 |
| 18   | Elena Meldoli        | Cesena Triathlon       | 00:43:02 | 01:11:22 | 00:21:08 | 02:17:25 |
| 19   | Elena Tuzza          | Rhodigium Team         | 00:44:45 | 01:08:04 | 00:23:03 | 02:17:54 |
| 20   | Raffaella Palombo    | Sai Frecce Bianche     | 00:42:53 | 01:11:12 | 00:22:05 | 02:18:17 |